# Valeriu Căpățână
Valeriu Căpățână (1970. szeptember 18. –2025. 01.06.) moldáv válogatott labdarúgó. Fia a szintén labdarúgó Kapacina Valér.

## Mérkőzései a moldáv válogatottban
| #  | Dátum               | Ellenfél     | Eredmény | Kiírás              | Esemény |
| -- | ------------------- | ------------ | -------- | ------------------- | ------- |
| 1. | 1991. július 2.     | Grúzia       | 2 – 4    | barátságos mérkőzés | 46'     |
| 2. | 1992. május 20.     | Litvánia     | 1 – 1    | barátságos mérkőzés | 46'     |
| 3. | 1992. október 14.   | Örményország | 0 – 0    | barátságos mérkőzés | 78'     |
| 4. | 1994. szeptember 2. | Azerbajdzsán | 2 – 1    | barátságos mérkőzés | 46'     |

## Fordítás
- Ez a szócikk részben vagy egészben  a   Valeriu Căpățână című német Wikipédia-szócikk fordításán alapul.  Az eredeti cikk szerkesztőit annak laptörténete sorolja fel. Ez a jelzés csupán a megfogalmazás eredetét és a szerzői jogokat jelzi, nem szolgál a cikkben szereplő információk forrásmegjelöléseként.